# Stanislav Belkovski
Stanislav Alexandrovich Belkovski (rusă: Станислав Александрович Белковский) (născut 7 februarie 1971, Moscova, URSS) este un om de științe politice rus. El este fondatorul și directorul Institutului Național de Strategie din Moscova.

## Biografia
În anul 2002 a fondat o organizație non-profit "Consiliul pentru Strategia Națională". În 2003, Consiliul a publicat o serie de rapoarte: "stat și oligarhie" (9 iunie), "New Vertical of Power" (22 septembrie). Publicația a fostului raport, care, printre altele, a unei presupuse viitoare tentative de lovitură de stat întreprinse de oligarhii ruși. Raportul îl menționa pe Mihail Hodorkovski ca unul dintre presupușii conspiratori.
Belkovski, începând din 2004, a fost sef al Institutului Național de Strategie.
În iulie 2004 a creat Institutul de Strategie Națională a Ucrainei.
În 2007, a ieșit în sprijinul mișcării "Oameni" ("Mișcarea Națională de Eliberare a Rusilor"), Serghei Guliaev, al cărui membri erau un număr de angajați ai lui Belkovski în INS și APN.
În octombrie 2009, el și-a anunțat demisia fondatorilor Partidului Național Socialist Rus și a APN. În prezent, directorul INS al Rusiei este Mihail Remizov.
În 2014, a preluat funcția de șef interimar al Serviciului de selecție a citatelor, anecdoților și toastului pe postul de televiziune «Дождь». În decembrie 2014, pe bază de concurs, a devenit co-gazdă a programului «Straight Line». Din octombrie 2015 - expert co-gazda programului săptămânal «Panopticon».
Din octombrie 2017 - principalul consultant politic la sediul Ksenia Sobciak, care și-a anunțat participarea la alegerile prezidențiale din Rusia în 2018.

## Termenul "Puting"
Belkovski se spune ca este autorul clișeului jurnalistic "Puting" (Путинг), provenit de la numele președintelui Rusiei, din 2000, Vladimir Putin, pentru a desemna procesul de re-naționalizare a industriei petroliere active din Rusia.

## Republica Moldova
În vederea rezolvării conflictului transnistrean, Belkovski propune ca regiunii separatiste să i-se acorde independența iar Republica Moldova să se unească cu România.

## Publicații
- Putin, 2013 [9]